# Bill Beaumont
Sir William Blackledge “Bill” Beaumont (Chorley, 9 marzo 1952) è un ex rugbista a 15, imprenditore e dirigente sportivo britannico, che tra gli anni settanta e ottanta fu capitano della nazionale inglese.
Dal 2016 al 2024 ha ricoperto l'incarico di presidente di World Rugby.

## Biografia
Seconda linea, spese l'intera carriera di club nel Fylde dal 1969 al 1982, anno in cui un grave infortunio lo costrinse al ritiro dall'attività agonistica.
In Nazionale esordì nel 1975 a Dublino contro l'Irlanda e prese parte ai tour del 1979 e del 1981, capitanando la squadra che disputò il suo primo test match ufficiale contro l'Argentina.
Furono 34 in totale le presenze in Nazionale, di cui 21 come capitano.
Alle presenze in Nazionale si aggiungono 15 incontri disputati tra le file dei Barbarians tra il 1975 e il 1981 e 7 tra quelle dei British Lions.
Tra i suoi maggiori successi, il Grande Slam nel Cinque Nazioni 1980, che mancava all'Inghilterra dal 1957; a livello personale, invece, la fascia di capitano dei British Lions nel tour sudafricano del 1980, esattamente 50 anni dopo l'ultimo inglese a ricevere tale privilegio, Douglas Prentice.
Dalla fine della sua attività agonistica Bill Beaumont si divide tra le attività economiche di famiglia e la dirigenza sportiva: è presidente dell'azienda tessile della famiglia Beaumont, l'unica rimasta a Chorley in Lancashire, e nel 1999 divenne il rappresentante inglese in seno all'International Rugby Board.
Nel 2003 fu ammesso nell'International Rugby Hall of Fame per i suoi meriti sportivi, entrando così nel ristretto gruppo di rugbisti inglesi (quattro a tutt'oggi, lui compreso) presenti nella galleria delle celebrità della disciplina sportiva; fu anche il dirigente accompagnatore del tour 2005 dei British Lions in Nuova Zelanda.
Dal 1999 al 2007 fu vicepresidente e tesoriere del comitato organizzativo del Sei Nazioni, dal 2007 al 2016 fu vicepresidente dell'International Rugby Board, successivamente World Rugby del quale, il 1º luglio 2016, fu eletto presidente; rieletto nel 2020, sotto il suo mandato si tennero due edizioni maschili e due femminili della Coppa del Mondo; nel 2024, esaurito il suo secondo mandato, gli è succeduto l'australiano Brett Robinson.